# Aséité
Aséité vient du latin scolastique aseitas, venant lui-même de l'expression a se signifiant par soi.
Ce terme désigne l'état d'un être ou une chose qui existe pour soi-même et par soi-même (raison individuelle et indépendante), sans voir son existence assujettie à quelque chose d'autre. Sa provenance scolastique renseigne sur l'objectif premier de ce mot : il est employé pour qualifier la nature de Dieu ; saint Anselme affirmait ainsi que l'existence divine ne pouvait provenir que du divin lui-même. Ainsi, cela s'oppose à l'abaliété où, cette fois, l'existence est soumise à un extérieur (personne ou objet).
La notion d'aséité a été reprise par Descartes, Spinoza, puis par Schopenhauer à propos de la volonté.